# 馬歇爾·D·汀奇
馬歇爾·D·汀奇是日本動漫作品《ONE PIECE》中的人物。黑鬍子海賊團提督，前任「王下七武海」之一，現任「四皇」之一。洛克斯海賊團提督洛克斯·D·吉貝克之子。

## 設計
「黑鬍子」與其名汀奇（Teach），皆是來自在第18世紀的加勒比海活躍的海盜愛德華·蒂奇（Edward Teach）。作者尾田榮一郎也曾透露設計「黑鬍子」的參考原型正是愛德華·蒂奇。初期設計中是右眼戴眼罩。

## 人物
皮膚和頭髮顏色都是黑色，嘴裡有掉幾顆牙齒，是個粗獷的中年男子，獨特笑聲是「賊哈哈哈哈」。武器為好幾把插在腰上的燧發手槍。個性自大、輕率，擁有逐夢的心，卻是個為了實現自己夢想，可以不擇手段的野心人物。相當有耐心的隱藏自己實力與野心，但只要被他抓到了機會就是個讓世界懼怕的存在。童年時代的汀奇於漫畫單行本第63集SBS專欄登場，當時的他有著厚嘴唇，似乎因為滿腹委屈而哭泣著。
海軍評價他為「大約一年前成為四皇，他通過兩年前海底監獄推進城襲擊事件，獲得強力的船員，現在的他是海賊島蜂巢「總頭目」，他們取代白鬍子海賊團，成為了一股新的勢力，並且逐漸壯大」。

## 能力

### 惡魔果實
黑鬍子爲自然系「暗暗果實」能力者，惡魔果實歷史上最凶惡的能力，擁有把一切都吸進去的引力，連任何的光線都不會放過。能將與黑暗接觸的事物吸入、壓縮及粉碎，也能準確吸引惡魔果實能力者的實體，甚至使其碰觸到實體的惡魔果實能力者無法使用任何能力。缺點是由於黑暗的本質就是引力，因此無法像其他自然系能力者一樣躲避物理攻擊，而且受到的痛楚比一般人還強烈。
在「頂點戰爭」中，汀奇從戰死的「白鬍子」艾德華·紐蓋特身上奪走「震震果實」，亦擁有引起海嘯及地震的能力。成為目前唯一同時擁有兩種惡魔果實能力的人，但奪取方法尚未明確。

### 霸氣
此外，黑鬍子汀奇會使用見聞色霸氣、武裝色霸氣。

## 劇中表現

### 第一部
加入海賊團前
汀奇是洛克斯海賊團提督洛克斯·D·吉貝克之子，父親在36年前﹙第二部的38年前﹚的「神之谷事件」中殞命後與母親和兩個妹妹過着貧苦的生活。
隸屬白鬍子海賊團
和之國九里大名光月御田加入後的第二年（第二部28年前），在某個港口孤苦無依，懇求「白鬍子」艾德華·紐蓋特讓他加入白鬍子海賊團；成為白鬍子海賊團第二隊隊員。汀奇為了找到夢寐以求的黑暗果實，不惜隱藏自己的實力，並在這段期間熟記每種惡魔果實的模樣。在前傳第零話（22年前）當中短暫出現過，在白鬍子庇護魚人島時也有出現，此時的他手上裝有鐵爪。
當「火拳」艾斯被推舉第二隊隊長時，艾斯曾向資歷較長的汀奇詢問他的看法。之後汀奇看到好友薩吉（第四隊隊長）獲得他一直夢寐以求的黑暗果實，為了要得到這顆惡魔果實而殺了薩吉，以致於犯下白鬍子海賊團中最惡劣的罪行殺害同伴，就此逃離白鬍子海賊團；而身為其直屬隊長的艾斯聽不進船員和白鬍子的勸告獨自追殺汀奇，間接促成未來無法收拾的局面。
逃亡期間
政府懸賞金是零的汀奇，為了進行下一步計畫進而跟四位成員組織自己的海賊團，定名黑鬍子海賊團；分別為毒Q、范·歐葛、吉札士·伯吉斯和拉菲特。到達磁鼓王國時，汀奇利用自己的惡魔果實能力，與夥伴趕走了專制的瓦波爾，令磁鼓王國的護衛隊隊長多魯頓（後來為櫻花王國的開國君主）為此感到羞恥。
三個月後拉菲特親自跑去聖地·馬力喬亞，向正在召開會議的海軍本部將領和「鷹眼」等人推薦讓汀奇取代克洛克達爾被捕後在「王下七武海」空缺的位置，汀奇本人則來到了加亞島的魔谷鎮休息等待回應。
在魔谷鎮的某一家酒吧裡面曾經跟魯夫為了櫻桃派、汽水的事而吵架一陣子。不過在魯夫將要前往空島時才發現魯夫是價值1億貝里的懸賞犯，決定不等待拉菲特的回來，開始跟其他夥伴一起離開加亞島。由於衝天海流的發生，使汀奇無法追捕到魯夫，不過他沒有因此而放棄這個念頭。
大事件的導火線
汀奇到了巴納洛島大鬧後，和成員休息一陣子，後因草帽海賊團大鬧司法島事件被登上報紙，欲率領成員前往水之七島追捕魯夫，同時遇到了正在追捕黑鬍子的艾斯。原本汀奇很開心地邀請自己以前的隊長艾斯加入，但艾斯正是因為黑鬍子殺掉船上的夥伴又逃出白鬍子海賊團而追捕他，再加上汀奇表示他們準備追捕魯夫，徹底激怒了艾斯，並向汀奇展開攻擊。
最後汀奇用黑暗果實的能力將艾斯擊敗，並將艾斯直接交給世界政府送到海底監獄「推進城」，以此正式成為「王下七武海」的一份子，也因此不再需要追捕魯夫。曾在世界政府總部與其他七武海成員一起商討如何對付白鬍子。
頂點戰爭事件
後來汀奇帶領部下搶了一艘軍艦，闖入深海監獄推進城，和為了拯救艾斯闖入的魯夫再次碰面，魯夫得知汀奇就是將艾斯送到推進城的元兇後，馬上對其出手但反遭汀奇的「闇水」摔在地上，後在「海俠」吉貝爾的制止下而沒再交戰。之後遭推進城監獄長麥哲倫以「毒龍」擊敗，但被典獄長「雨」之矢龍救活。
在推進城中放走了LEVEL 6的囚犯，並拉攏了傳說中的4名囚犯為新成員，後來跟「雨」之矢龍和傳說中的4名囚犯來到海軍本部，被虛弱的白鬍子打傷，而偷襲白鬍子，甚至在白鬍子死後偷取了其震動果實的能力，進而成為唯一一位擁有兩種果實能力的惡魔果實能力者。白鬍子海賊團第一隊隊長「不死鳥」馬可指出，他的身體構造跟常人有所不同。接著他還向全世界宣稱：「從今以後就是我的時代了！」
頂點戰爭過後
「頂點戰爭」結束後，率領海賊團到達了「新世界」某個燃燒中的島嶼，並擄獲了「11超新星」之一的「大胃王」珠寶·波妮，原本他想將擄獲的波妮交給海軍以換得一艘軍艦，但因為海軍並沒有交易的意圖，加上不想和前來緝捕的上將「赤犬」盃起衝突而作罷，隨即逃離現場。

### 第二部
在頂點戰爭結束後1年，以「不死鳥」馬可為首的白鬍子海賊團餘黨向黑鬍子海賊團發動「秋後戰爭」，戰爭結果以白鬍子海賊團餘黨的慘敗收場，黑鬍子海賊團獲得壓倒性勝利，汀奇更進一步稱霸原本屬於「白鬍子」的海域，被世人並列為新的四皇之一。根據吉貝爾表示，黑鬍子海賊團成員甚至在進行獵殺能力者的行動。事後閱報得知魯夫等人因為在圓蛋糕島策畫暗殺「BIG MOM」未遂（實為火戰車海賊團策畫暗殺計畫，魯夫等人和火戰車海賊團與太陽海賊團合作解救賓什莫克家族）的消息，但認為魯夫被稱做「皇帝」還太早。
在新世界海賊樂園「蜂巢」閱報得知在世界會議期間革命軍與海軍上將發生衝突、以魯夫為首的多位最惡劣世代新人在四皇海道的根據地和之國引發騷亂以及四皇「BIG MOM」跟上這些人之後前赴當地的消息，他轉告前來踢館的月光·摩利亞表示強者之間的廝殺已經開始，並向其提出邀请加入自己麾下，同时將震动果实产生的余波传遍全岛。世界會議結束後，获知「王下七武海」制度废除，再加上革命軍參謀總長薩波與海軍上將藤虎和綠牛發生衝突之後的相關報導，因此召集所有幹部們出航准备搶先海军一步对某位惡魔果實能力者屬的海上勢力出手。之後透露他盯上波雅·漢考克的能力，但因其幹部一度被漢考克石化以及遭受海軍方面新型的和平主義者「熾天使」的猛攻而受阻，隨後在「冥王」雷利的介入下收手。在俘虜克比後，曾在其面前揚言要在海賊島成立「由海賊建立的國家」並爭取加入世界政府，卻反遭其譏諷。後來因渴望得到「不老手術」，於勝利島與托拉法爾加·D·瓦特爾·羅交戰並戰勝對方，卻因貝波救走了羅而沒能如願。